# Датоліт

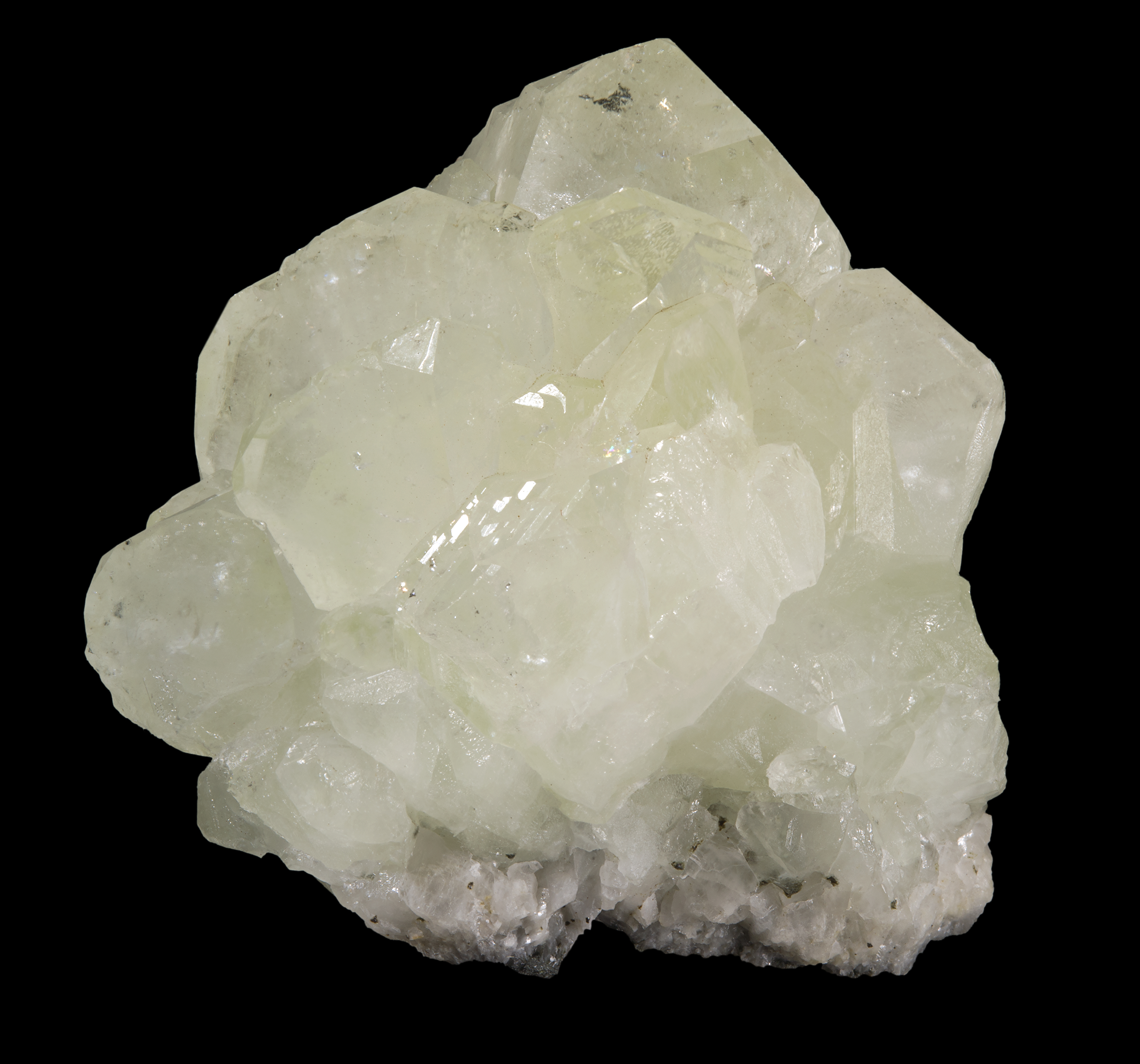
Датоліт

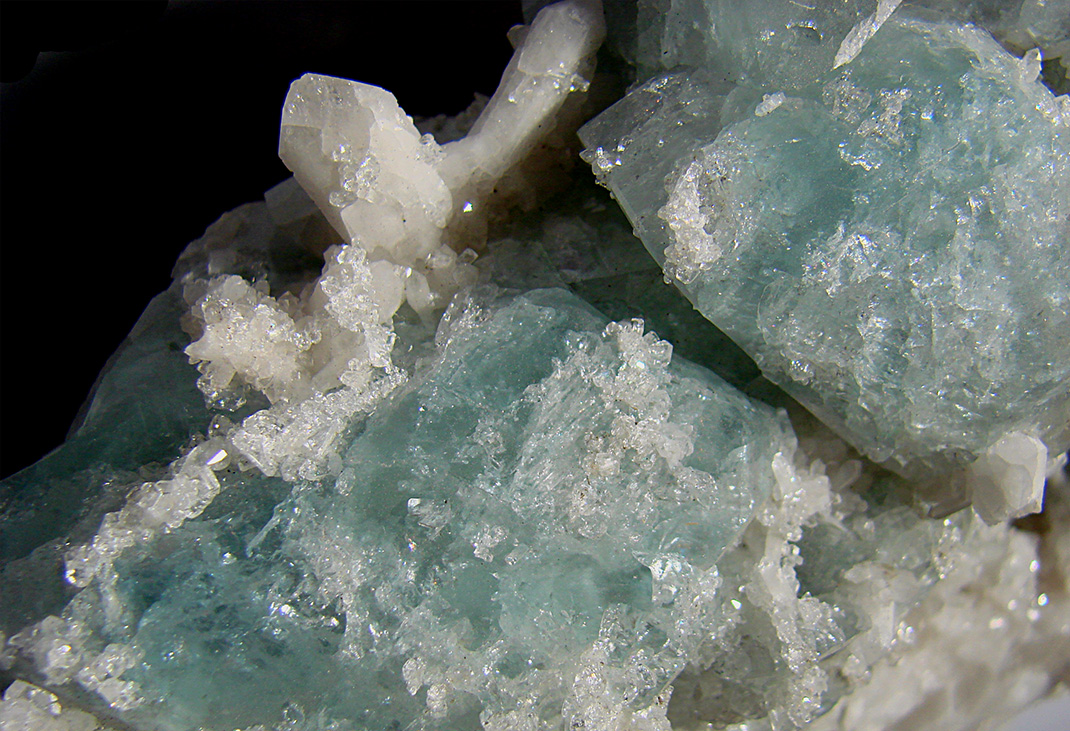
Датоліт

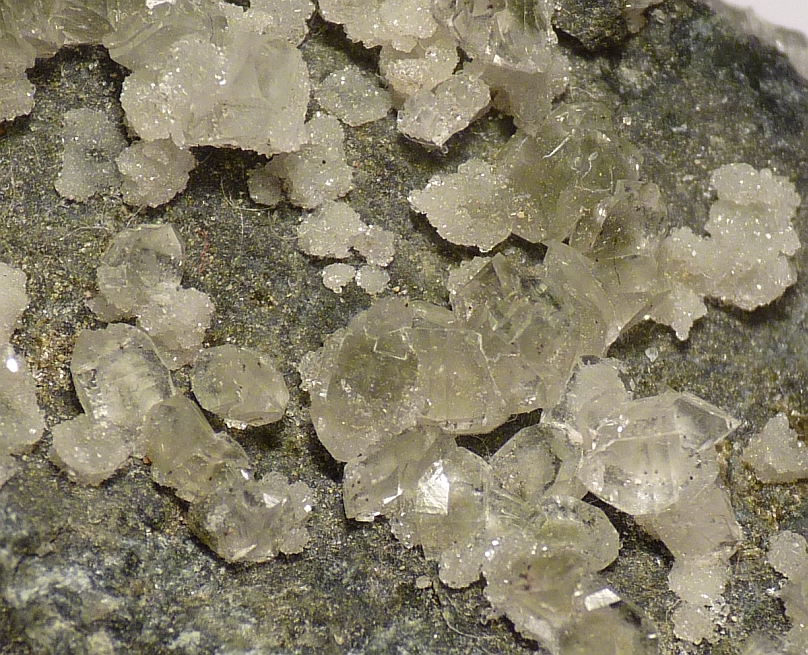
Датоліт

Датоліт (рос. датолит; англ. datolite; нім. Datolith m) — мінерал підкласу боросилікатів, основний боросилікат кальцію острівної будови. Група гадолініту.

## Етимологія та історія
Назва мінералу складається з грецького слова δατέομαι [detéomai] — «розділити або поширювати» та λίθος [lítʰos] — «камінь» і пояснюється подільністю часто пухких (розсипчастих) мінеральних агрегатів.
Мінерал вперше був виявлений в шахті «Nødebro» в Арендалі на півдні Норвегії та описаний у 1805 році німецьким геологом та мінералогом Йенсом Есмарком (1763—1839).

## Загальний опис
Хімічна формула: CaBSiO4(OH) або Ca2[(OH)2B2Si2O8]. Містить(%): СаО — 35,64; B2O3 — 20,31; SiO2 — 38,48; Н2О — 5,57.
Сингонія моноклінна. Структура шарувата.
Безбарвний, водяно-прозорий, іноді зеленкуватий, жовтуватий, рожевуватий.
Твердість 5-5,6.
Густина 3,0.
Блиск скляний.
Типовий мінерал вапнякових скарнів, зустрічається в асоціації з воластонітом, геденберґітом, у контактово-метасоматичних родовищах разом з кальцитом і цеолітами, пренітом,  данбуритом, аксинітом, гранатом.
Датолітові скарни відомі в Росії, країнах Середньої Азії, США, Японії. Зустрічається в Норвегії, Німеччині, Італії, Австрії, Мексиці.
Датоліт входить до складу борних руд. Збагачується флотацією.